# Yuan lai shi mei nan
Yuan lai shi mei nan (caratteri cinesi: 原來是美男; titolo internazionale Fabulous Boys) è una serie televisiva taiwanese trasmessa dal maggio al agosto 2013 su FTV e GTV.

## Interpreti e personaggi
- Gao Mei Nu (femmina) / Gao Mei Nan (maschile), interpretato da Lyan Cheng
- Huang Tai Jing, interpretato da Jiro Wang
- Jiang Xin Yu, interpretato da Hwang In Deok
- Jeremy, interpretato da Evan Yo
- An Shi Jie, interpretato da Bao Wei Ming
- Ke Ti, interpretato da Zhang Qin Yan
- Ding Ya Zi, interpretato da Xia Yu Xin
- Mark, interpretato da Chen Wei Min
- Liu Xin Ning, interpretato da Jenna Wang
- Mu Hua Lan, interpretato da Tian Li
- Jin Da Pai, interpretato da Renzo Liu
- Gao Mei Ci, interpretato da Gao Yu Shan
- Go Mi Nyu / Gemma (coreana), interpretato da Park Shin Hye[1]

## Episodi
| Stagione       | Episodi | Prima TV Taiwan |
| -------------- | ------- | --------------- |
| Prima stagione | 13      | 2013            |

## Colonna sonora
- Tema di apertura: "Promise (約定)" da Jiro Wang
- Sigla finale: "Be with Me (好不好)" da Evan Yo

## Distribuzione internazionale
| Paese     | Canale              | Data                          |
| --------- | ------------------- | ----------------------------- |
| Taiwan    | FTV                 | 12 maggio - 4 agosto 2013     |
| Taiwan    | GTV                 | 18 maggio - 10 agosto 2013    |
| Hong Kong | Drama 1             | 18 maggio - 10 agosto 2013    |
| Singapore | MediaCorp Channel U | 18 maggio - 10 agosto 2013    |
| Filippine | GMA Network         | 28 ottobre - 29 novembre 2013 |